# LaVerne Butler
LaVerne Butler (* 25. Februar 1962 in New Orleans) ist eine US-amerikanische Jazzsängerin.

## Leben und Wirken
LaVerne Butler, die von Nancy Wilson und Sarah Vaughan beeinflusst ist, wuchs in Shreveport, Louisiana auf und zog nach New Orleans, um Musik an der University of New Orleans zu studieren; daneben trat sie in Dixieland- und Bebop-Spielstätten der Stadt auf. Butler arbeitete u. a. mit Alvin Batiste, Ellis Marsalis, Henry Butler (mit dem sie nicht verwandt ist) und James Black. 1992 legte sie bei Chesky Records ihr Debütalbum No Looking Back vor, bei dem Joe Henderson als Gastmusiker mitwirkte. 1994 zog sie nach New York, studierte bei Jon Hendricks und arbeitete im Hauptberuf als Englischlehrerin; daneben trat sie in Jazzclubs von Manhattan auf. Auf ihrem Album Foolish Thing to Do (Maxjazz, 2001) wurde sie von Bruce Barth, Darryl Hall, Victor Lewis, David Fathead Newman, Steve Wilson und Terell Stafford begleitet. 2012 erschien das Album Love Lost and Found Again (HighNote) unter musikalischer Leitung von Bruce Barth und mit dem Saxophonisten Houston Person.

## Diskographische Hinweise
- Day Dreamin’ (Chesky, 1992)
- Blues in the City (Maxjazz, 1999), mit Bruce Barth, John Webber, Klaus Suonsaari
- Foolish Thing to Do (2001)